# Donacia polita
Donacia polita är en skalbaggsart som beskrevs av Kunze 1818. Den ingår i släktet rörbockar och familjen bladbaggar.

## Beskrivning
Arten är en avlång skalbagge med två färgformer: En västlig, med matt rödbrun kropp, och en östlig, med matt grönaktig kropp.

## Ekologi
Arten lever på halvgräs, där larverna lever på rötterna under vattnet.

## Utbredning
Utbredningsområdet sträcker sig från Nordafrika över Spanien, Frankrike, Montenegro och Serbien till Turkiet. Det finns även osäkra uppgifter från övriga Balkan och Grekland. Arten saknas i Sverige, även om den uppmärksammats av Artdatabanken, och likaledes i Finland.